# Kanton Isle-Manoire
Der Kanton Isle-Manoire ist seit 2015 ein französischer Wahlkreis im Arrondissement Périgueux, im Département Dordogne und in der Region Nouvelle-Aquitaine.

## Gemeinden
Der Kanton besteht aus sieben Gemeinden und Gemeindeteilen mit insgesamt 20.281 Einwohnern (Stand: 1. Januar 2022) auf einer Gesamtfläche von 214,96 km²:
| Gemeinde                 | Einwohner 1. Januar 2022 | Fläche km² | Dichte Einw./km² | Code INSEE | Postleitzahl |
| ------------------------ | ------------------------ | ---------- | ---------------- | ---------- | ------------ |
| Bassillac et Auberoche   | 2.588                    | 42,26      | 61               | 24026      | 24330        |
| Boulazac Isle Manoire    | 10.628                   | 55,95      | 190              | 24053      | 24750        |
| La Douze                 | 1.147                    | 23,05      | 50               | 24156      | 24330        |
| Saint-Crépin-d’Auberoche | 336                      | 9,56       | 35               | 24390      | 24330        |
| Saint-Geyrac             | 192                      | 17,10      | 11               | 24421      | 24330        |
| Saint-Pierre-de-Chignac  | 944                      | 15,70      | 60               | 24484      | 24330        |
| Sanilhac                 | 4.446                    | 51,34      | 87               | 24312      | 24660        |
| Kanton Isle-Manoire      | 20.281                   | 214,96     | 94               | 2407       | –            |

1. ↑   Nur die Fläche der ehemaligen Gemeinden Bassillac und Eyliac, der Rest gehört zum Kanton Le Haut-Périgord noir.
2. ↑   Nur die Fläche der ehemaligen Gemeinden Marsaneix und Notre-Dame-de-Sanilhac, der Rest gehört zum Kanton Périgord Central.

## Veränderungen im Gemeindebestand seit der landesweiten Neuordnung der Kantone
2017:
- Fusion Bassillac, Blis-et-Born (Kanton Haut-Périgord Noir), Eyliac, Le Change (Kanton Haut-Périgord Noir), Milhac-d’Auberoche (Kanton Haut-Périgord Noir) und Saint-Antoine-d’Auberoche (Kanton Haut-Périgord Noir) → Bassillac et Auberoche
- Fusion Boulazac Isle Manoire und Sainte-Marie-de-Chignac → Boulazac Isle Manoire
- Fusion Breuilh (Kanton Périgord Central), Marsaneix und Notre-Dame-de-Sanilhac → Sanilhac

2016: 
- Fusion Atur, Boulazac und Saint-Laurent-sur-Manoire → Boulazac Isle Manoire